# Marpissa muscosa
Marpissa muscosa es una pequeña araña araneomorfa de la familia Salticidae, de aproximadamente 6-8 mm los machos y 8-11 mm las hembras. Vive en árboles y setos en toda la región del Paleártico. Tiene un cuerpo de color negro, con una amplia banda abdominal, en posición dorsal, de color blanco y rojo. Tiene pelos de color blanco y largos en los palpos.